# 安德烈·斯科奇
安德烈·弗拉基米罗维奇·斯科奇（羅馬化：Andrey Vladimirovich Skoch；1996年1月30日—）是一位俄罗斯亿万富翁和政治人物。自1999年起，他成为国家杜马议员。

## 早年生活
1966年1月30日，斯科奇出生于莫斯科州巴拉希哈区尼科利斯科耶。1984年，他在苏联军队服役。
他在体育学院接受教育，并在那里完成了他的论文。1998年，他毕业于莫斯科肖洛霍夫国立人文大学（原莫斯科国立开放师范大学）心理学系。